# Amr Fahmy
Amr Mustapha Mourad Fahmy (Giza, Egipat, 28. kolovoza 1983. – Kairo, Egipat, 23. veljače 2020.) bio je egipatski nogometni dužnosnik, koji je bio glavni tajnik Afričke nogometne konfederacije od 2017. do 2019. godine. Bio je zviždač protiv korupcije. Umro je u dobi od 36 godina nakon bitke s tumorom.
Rođen je u Gizi, sin je Mustafe Fahmyja, koji je bio glavni tajnik Afričke nogometne konfederacije od 1982. do 2010. godine, prije nego što se pridružio FIFA-i kao direktor natjecanja. Fahmyev djed, Mourad Fahmy, bio je jedan od članova osnivača Afričke nogometne konfederacije i bio je glavni tajnik od 1961. do 1982. Prije nego što se pridružio Afričkoj nogometnoj konfederaciji, Fahmy je pohađao FIFA-in magisterij iz menadžmenta, prava i humanizma u sportu.
Fahmy je bio poznat kao jedan od osnivača Ultras Ahlawy, najveće navijačke skupine egipatskoga nogometnoga diva Al-Ahly S.C. Organizirao je navijačku scenu po uzoru na navijačke skupine u Europi, koje je proučavao za vrijeme studija. Vodio je navijače u prosvjedima protiv tadašnjega egipatskoga predsjednika Hosnija Mubaraka u sklopu sukoba Arapskoga proljeća 2011. godine.
Radio je u francuskom poduzeću “Lagardère Sports and Entertainment” kao direktor operacija za Afriku. Fahmy je također radio u Odjelu za natjecanja Afričke nogometne konfederacije između 2007. i 2015. godine, posebno služeći kao direktor za Afrički kup nacija u Ekvatorijalnoj Gvineji 2015. Bio je glavni tajnik Afričke nogometne konfederacije od 2017. do 2019. godine. Uveo je VAR u egipatski nogomet, a pokrenuo je i reforme vezane uz sudačke organizacije. Fahmy je radio u tišini, skupljajući dokaze o nogometnoj korupciji do trenutka kada je postao siguran da ih ima dovoljno. U ožujku 2019. poslao je dokumente FIFA-inom etičkom odboru optužujući predsjednika Afričke nogometne konfederacije Ahmada Ahmada za korupciju, primanje mita i seksualno uznemiravanje. Ubrzo su Fahmyja otpustili zbog toga. Fahmy je optužio Ahmada Ahmada jer je naložio, da se plati 20,000 američkih dolara mita predsjednicima afričkih nogometnih saveza. U dokumentima ga je također optužio za prekomjerno trošenje dodatnih 830,000 američkih dolara naručivanjem opreme od francuske posredničke tvrtke „Tactical Steel”. Francuske su vlasti 7. lipnja 2019. uhitile Ahmada Ahmada i ispitale ga u vezi s tim. Pušten je dan kasnije bez optužbe.
Dana, 3. prosinca 2019. Fahmy je najavio da će se kandidirati na predsjedničkim izborima Afričke nogometne konfederacije 2021., ali ih nije doživio. Preminuo je 23. veljače 2020. u dobi od 36 godina nakon bitke s tumorom. Ahmad Ahmad naknadno je ipak suspendiran zbog korupcije na dvije godine i nije se mogao kandidirati za novi predsjednički mandat.
Nakon njegove smrti, članovi Ultrasa Ahlawyja podigli su zastave i transparente u utakmici Lige prvaka Afričke nogometne konfederacije protiv Sundowna. Navijači Crvene zvezde iz Beograda i SC Freiburga također su istakli transparente, kojima odaju poštovanje Fahmyju.